# 荻野久作
荻野久作（1882年3月25日—1975年1月1日）是日本婦產科學家（婦科學家）。東京帝國大學校友。朝日獎、紫綬褒章、勳二等旭日重光章獲得者。他提出了荻野式避孕法。

## 生平
荻野久作出生于爱知县八名郡下川村（即后来的丰桥市下条东町），他原姓中村。然而在1901年，他被汉学家、西尾藩藩士荻野忍收养，并改姓荻野。

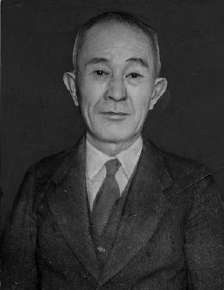
1924年的荻野久作

他在原爱知县第四中学（即后来的爱知县立信书院中学）、日本学园中学校及高等学校和旧制第一高等学校学习后，于1909年毕业于东京帝国大学医学部。在东京帝国大学医院工作了一段时间之后，他于1912年被任命为新潟市竹山医院妇产科主任，并在新潟大学继续学习。他人生当中大多数时间均是在新潟市度过。1951年，荻野被授予新泻市荣誉市民称号。
在看到新潟的妇女患有不孕症且生育率高后，荻野开始研究女性排卵的时间，不过当时他对这些事件仍未完全了解。1924年，荻野发表了关于女性排卵时间、黄体与子宫内膜变化的周期性、子宫内膜变化的周期性与受孕时间之间的关系的论文。这篇论文发表在《日本妇科协会杂志》第19卷第6期。第二年，这篇论文被选为获奖论文，但遭到了许多人的一致反对。1929年6月，荻野前往德国进行进修。1930年2月22日，即在他于日本发表演讲六年之后，他的论文以“排卵与受孕日“为题发表在德国《妇科中心杂志》第22卷第2期。随后又发表在《日本妇科协会杂志》第19卷第6期。荻野亦于1923年因“人体黄体研究”被东京帝国大学授予学位。
然而，奥地利妇科学家赫尔曼·卡瑙斯却主张颠覆荻野开创的方法，将其作为一种避孕方法使用。而荻野不同意，因为这种方法与其他方法相比效果很差。然而不甘心的是，这种方法后来被称作荻野方法。荻野对于人们使用他的理论作为一种简单的避孕方法感到不满，因为还有更可靠的方法可供使用，而自己的方法往往会因为意外怀孕以及堕胎而导致妇女失去生命。他认为，自己宁愿看到此方法被用于治疗不孕症，也不愿看到此方法被用于避孕。
1975年，他在新潟市的家中去世，享年92岁。直至他去世，他作为一名医生仍然在努力工作。
他死后，由于新潟市市民主动发起的活动，位于新潟市的他家门前的街道被命名为“久作路”，以纪念他生前的一系列成就。

## 外部連結
- . kotobank （日语）.
- 维基共享资源上的相關多媒體資源：荻野久作